# Artibeus phaeotis
L'artibeo nano (Artibeus phaeotis  Miller, 1902) è un pipistrello della famiglia dei Fillostomidi diffuso nell'America centrale e meridionale.

## Descrizione

### Dimensioni
Pipistrello di piccole dimensioni, con la lunghezza della testa e del corpo tra 47 e 59 mm, la lunghezza dell'avambraccio tra 35 e 40 mm, la lunghezza del piede tra 9 e 12 mm, la lunghezza delle orecchie tra 14 e 18 mm e un peso fino a 15 g.

### Aspetto
La pelliccia è corta e liscia; le parti dorsali hanno un colore che varia dal bruno sabbia al bruno-grigiastro, mentre le parti ventrali sono leggermente più chiare. Il muso è corto e largo. La foglia nasale è ben sviluppata e lanceolata. Due strisce chiare sono presenti su ogni lato del viso: la prima si estende dall'angolo esterno della foglia nasale fino a dietro l'orecchio, mentre la seconda parte dall'angolo posteriore della bocca e termina alla base del padiglione auricolare. Il labbro inferiore ha una verruca al centro circondata da altre più piccole. Le orecchie sono di dimensioni moderate, arrotondate, marroni chiare e con i bordi marcati di giallo o talvolta di bianco. Il trago è appuntito, con tre sporgenze e varie dentellature sul bordo posteriore. Le membrane alari sono nerastre, eccetto tra il terzo e quarto dito dove sono prive di pigmentazione. È privo di coda, mentre l'uropatagio è ridotto ad una sottile membrana lungo la parte interna degli arti inferiori, è privo di peli e con il margine libero a forma di U rovesciata. Il calcar è corto. Sono presenti 2 molari su ogni semi-arcata dentaria. Il cariotipo è 2n=30 (femmine) 31 (maschi) FNa=56.

## Biologia

### Comportamento
Si rifugia sotto grandi foglie di alberi come il banano che probabilmente modifica per trasformarle in piccole tende, ma anche in grotte e tunnel.

### Alimentazione
Si nutre di frutta e di polline.

### Riproduzione
Esistono due periodi riproduttivi. Femmine gravide sono state catturate in luglio e da settembre a dicembre in Colombia ed Ecuador.

## Distribuzione e habitat
Questa specie è diffusa dal Messico occidentale e meridionale, attraverso l'America centrale fino all'Ecuador settentrionale e alla Guyana ad est.
Vive nelle foreste sempreverdi e foreste decidue fino a 1.200 metri di altitudine.

## Tassonomia
Sono state riconosciute 4 sottospecie.
- A.p.phaeotis: Messico meridionale, Penisola dello Yucatán, Guatemala settentrionale, Honduras e Nicaragua occidentali, Costa Rica, Panama, Colombia, Venezuela, Guyana, estremo Brasile settentrionale;
- A.p.nanus (Andersen, 1906): Coste pacifiche del Messico;
- A.p.palatinus (Davis, 1970): Coste pacifiche del Messico meridionale e del Guatemala, Honduras, Nicaragua, El Salvador, Costa Rica;
- A.p.ravus (Miller, 1902): Coste pacifiche della Colombia e dell'Ecuador nord-occidentale.

## Conservazione
La IUCN Red List, considerato il vasto areale, la popolazione presumibilmente numerosa, la presenza in diverse aree protette e la tolleranza alle modifiche ambientali, classifica A.phaeotis come specie a rischio minimo (Least Concern)).